# Ordensbruder

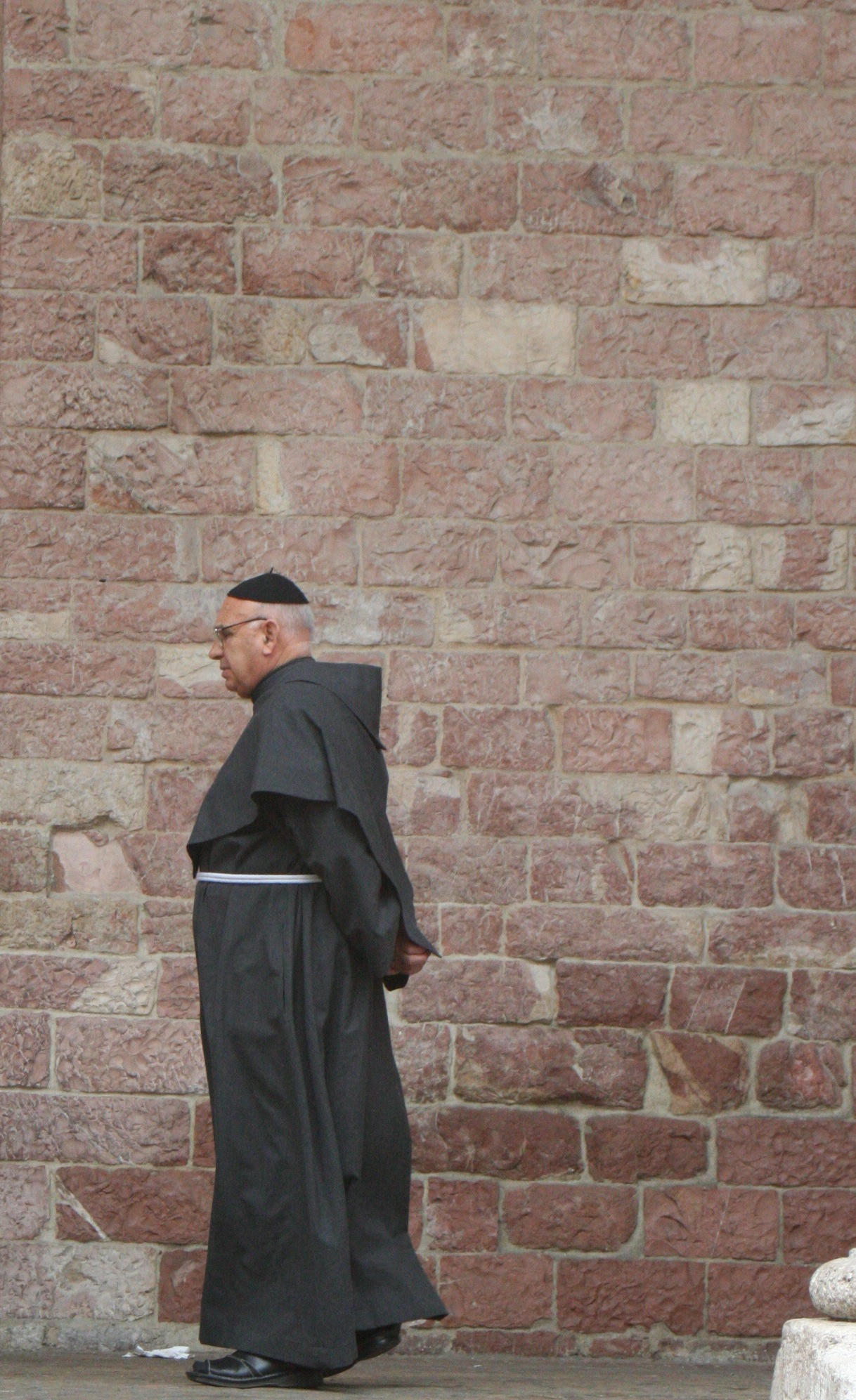
Franziskanerbruder (Minorit) in Assisi

Ordensbrüder im weiteren Sinn sind die männlichen Mitglieder einer Ordensgemeinschaft (Ordensmänner). In vielen Männerorden werden jedoch nur solche Mitglieder als Bruder (lat. Frater) bezeichnet, die nicht Priester sind, sondern Laienbruder. Die Ordenspriester werden gewöhnlich Pater genannt. In manchen Orden, etwa den franziskanischen Orden und anderen Bettelorden, ist es heute üblich, dass sich auch die Priester als Bruder bezeichnen.
Die Ordensmitglieder nennt man bei monastischen Männerorden auch Mönche, bei Kanonikerorden auch Chorherren. 
Ursprünglich wurden alle männlichen Ordensleute Bruder genannt. Erst mit der Klerikalisierung des Mönchtums im Hochmittelalter entstand neben den Chor- oder Priestermönchen die Gruppe der Laienbrüder (Konversen), die nur einfache Gelübde ablegten, keine Priesterweihe empfingen und handwerkliche Aufgaben im Kloster erfüllten. In den meisten monastischen Männerorden hatten die Laienbrüder nicht die gleichen Rechte wie die Chormönche, bis das Zweite Vatikanische Konzil 1965 im Dekret Perfectae caritatis das römisch-katholische Ordensleben reformierte und bestimmte: „Damit aber das brüderliche Band unter den Mitgliedern noch inniger werde, sollen diejenigen, die man als Konversen, Kooperatoren oder ähnlich bezeichnet, eng mit dem Leben und Arbeiten der Gemeinschaft verbunden werden. […] Mönchsklöster und andere Männergemeinschaften, die keine reinen Laieninstitute sind, können entsprechend ihrer Eigenart und nach ihren Konstitutionen Kleriker und Laien aufnehmen, in gleicher Weise, mit den gleichen Rechten und Pflichten, abgesehen von denen, die sich aus den heiligen Weihen ergeben.“
Die Anrede eines Ordensbruders ist abhängig von der jeweiligen Haustradition des Klosters oder der Ordensgemeinschaft und lautet entweder Frater (Fr., auch fr.) oder Bruder (Br.). Im Malteserorden ist zur Anrede der Professritter die historische italienische Kurzform Fra’ gebräuchlich.